# Monomorium buxtoni
Monomorium buxtoni är en myrart som beskrevs av W. C. Crawley 1920. Monomorium buxtoni ingår i släktet Monomorium och familjen myror. Inga underarter finns listade i Catalogue of Life.